# Radiogenómica
El término radiogenómica se utiliza en dos contextos: para referirse al estudio de la variación genética asociada con la respuesta a la radiación (genómica de la radiación) o para referirse a la correlación entre las características de las imágenes de cáncer y la expresión genética (genómica de las imágenes).

## Genómica de la radiación
En genómica de la radiación, el término radiogenómica se utiliza para referirse al estudio de la variación genética asociada con la respuesta a la radioterapia. Se estudia la variación genética, como los polimorfismos de un solo nucleótido, en relación con el riesgo de un paciente con cáncer de desarrollar toxicidad después de la radioterapia.También se utiliza en el contexto del estudio de la genómica de la respuesta tumoral a la radioterapia.
El término radiogenómica fue acuñado en 2002 por Andreassen et al. (2002)como una analogía con la farmacogenómica, que estudia la variación genética asociada con las respuestas a los fármacos. Véase también West et al. (2005)y Bentzen (2006).

## El Consorcio de Radiogenómica
En 2009,se creó el Consorcio de Radiogenómica (Radiogenomics Consortium - RGC) para facilitar y promover la colaboración multicéntrica de investigadores que estudian las variantes genéticas con la respuesta a la radioterapia. El RGC (http://epi.grants.cancer.gov/radiogenomics/ ) es un Consorcio de Epidemiología del Cáncer respaldado por el Programa de Investigación en Epidemiología y Genética del Instituto Nacional del Cáncer de los Institutos Nacionales de Salud.Los investigadores del RGC han completado numerosos estudios clínicos que identificaron variantes genéticas asociadas con toxicidades por radiación en pacientes con cáncer de próstata, mama, pulmón, cabeza y cuello y otros tipos de cáncer.

### Reuniones del RGC
- 2009 - Manchester, Reino Unido. Consorcio propuesto.
- 2010 - Nueva York, Estados Unidos.
- 2011 - Londres, Reino Unido.
- 2012 - Boston, Estados Unidos.
- 2013 - Cambridge (también lanzamiento de REQUITE), Reino Unido.
- 2014 - Heidelberg, Alemania.
- 2015 - Montpellier, Francia.
- 2016 - Maastricht, Países Bajos.
- 2017 - Barcelona, España.
- 2018 - Manchester, Reino Unido.
- 2019 - Rochester, Estados Unidos.
- 2020 - En línea.
- 2021 - En línea.
- 2022 - Groningen, Países Bajos.
- 2023 - Manchester, Reino Unido.
- 2024 - Aarhus, Dinamarca.

## Genómica de imágenes[12]
Las imágenes radiológicas se utilizan para diagnosticar enfermedades a gran escala: el principio consiste en que imágenes de tejidos se correlacionan con la patología de los tejidos. Añadiendo datos genómicos, incluidos microarrays de ADN, miRNA o datos de RNA-Seq, permite establecer nuevas correlaciones entre la genómica celular y las imágenes a escala de tejido.

## Lectura adicional
- https://epi.grants.cancer.gov/radiogenomics/
- Kerns, Sarah L.; Dorling, Leila; Fachal, Laura; Bentzen, Søren; Pharoah, Paul D.P.; Barnes, Daniel R.; Gómez-Caamaño, Antonio; Carballo, Ana M. et al. (August 2016). «Meta-analysis of Genome Wide Association Studies Identifies Genetic Markers of Late Toxicity Following Radiotherapy for Prostate Cancer». eBioMedicine 10: 150-163. PMC 5036513. PMID 27515689. doi:10.1016/j.ebiom.2016.07.022.
- Zinn, Pascal O.; Sathyan, Pratheesh; Mahajan, Bhanu; Bruyere, John; Hegi, Monika; Majumder, Sadhan; Colen, Rivka R. (2012). «A Novel Volume-Age-KPS (VAK) Glioblastoma Classification Identifies a Prognostic Cognate microRNA-Gene Signature».  En Lesniak, Maciej S, ed. PLOS ONE 7 (8): e41522. Bibcode:2012PLoSO...741522Z. PMC 3411674. PMID 22870228. doi:10.1371/journal.pone.0041522.
- Segal, Eran; Sirlin, Claude B; Ooi, Clara; Adler, Adam S; Gollub, Jeremy; Chen, Xin; Chan, Bryan K; Matcuk, George R et al. (2007). «Decoding global gene expression programs in liver cancer by noninvasive imaging». Nature Biotechnology 25 (6): 675-80. PMID 17515910. doi:10.1038/nbt1306.
- Andreassen CN, Barnett GC, Langendijk JA, Alsner J, De Ruysscher D, Krause M, Bentzen SM, Haviland JS, Griffin C, Poortmans P, Yarnold JR (2012). «Conducting radiogenomic research - Do not forget careful consideration of the clinical data.». Radiother Oncol 105 (3): 337-40. PMID 23245646. doi:10.1016/j.radonc.2012.11.004.
- West, CM; Barnett GC (2011). «Genetics and genomics of radiotherapy toxicity: towards prediction». Genome Med 3 (8): 52. PMC 3238178. PMID 21861849. doi:10.1186/gm268.
- Oh, JH; Kerns, S; Ostrer, H; Powell, SN; Rosenstein, B; Deasy, JO (2017). «Computational methods using genome-wide association studies to predict radiotherapy complications and to identify correlative molecular processes». Sci Rep 7: 43381. Bibcode:2017NatSR...743381O. PMC 5324069. PMID 28233873. doi:10.1038/srep43381.
- Hall, William A.; Bergom, Carmen; Thompson, Reid F.; Baschnagel, Andrew M.; Vijayakumar, Srinivasan; Willers, Henning; Li, X. Allen; Schultz, Christopher J. et al. (June 2018). «Precision Oncology and Genomically Guided Radiation Therapy: A Report From the American Society for Radiation Oncology/American Association of Physicists in Medicine/National Cancer Institute Precision Medicine Conference». International Journal of Radiation Oncology, Biology, Physics 101 (2): 274-284. PMID 28964588. doi:10.1016/j.ijrobp.2017.05.044.
- Lee, S; Kerns, S; Ostrer, H; Rosenstein, B; Deasy, JO; Oh, JH (2018). «Machine Learning on a Genome-wide Association Study to Predict Late Genitourinary Toxicity After Prostate Radiation Therapy». Int J Radiat Oncol Biol Phys 101 (1): 128-135. PMC 5886789. PMID 29502932. doi:10.1016/j.ijrobp.2018.01.054.
- Johnson, K; Chang-Claude, J; Critchley, AM; Kyriacou, C; Lavers, S; Rattay, T; Seibold, P; Webb, A et al. (Jan 2019). «Genetic variants predict optimal timing of radiotherapy to reduce side-effects in breast cancer patients». Clin Oncol (R Coll Radiol) 31 (1): 9-16. PMID 30389261. doi:10.1016/j.clon.2018.10.001.
- Mbah, C; De Ruyck, K; De Schrijver, S.; De Sutter, C.; Schiettecatte, K.; Monten, C.; Paelinck, L.; De Neve, W. et al. (2018). «A new approach for modeling patient overall radiosensitivity and predicting multiple toxicity endpoints for breast cancer patients». Acta Oncologica 57 (5): 604-12. PMID 29299946. doi:10.1080/0284186X.2017.1417633.

- Datos: Q7281263